# 山之口洋
山之口 洋（やまのぐち よう、本名野口 喜洋、1960年1月15日 - ）は日本の小説家、プログラマ。東京都中央区出身で横浜市、浜松市、久留米市などを転々とする。東京大学工学部機械工学科卒業。専攻は自然言語処理など。1984年、松下電器産業(現･パナソニック株式会社)に入社。
1998年、 『オルガニスト』で第10回日本ファンタジーノベル大賞を受賞しデビュー。2001年には松下電産を退社し、専属作家兼フリーIT技術者になる。また同年『われはフランソワ』が直木賞候補になる。
2006年、「紙のキーボード」の開発で情報処理推進機構(IPA)より「天才プログラマー／スーパークリエイター」に認定される。
現在、明治大学と東洋大学にて非常勤講師。

## 著作リスト

### 長編小説
- 『オルガニスト』新潮社、1998　のち文庫
- 『0番目の男』祥伝社文庫　2000
- 『われはフランソワ』新潮社 2001―フランソワ・ヴィヨンの伝記小説
- 『瑠璃の翼』文藝春秋 2004 　のち文庫
- 『完全演技者』角川書店 2005
- 『天平冥所図会』文藝春秋、2007　のち文庫
- 『麦酒(ビール)アンタッチャブル』祥伝社ノンノベル　2008
- 『暴走ボーソー大学』徳間書店 2011　のち文庫
- 『SIP超知能警察 = SUPER INTELLIGENCE POLICE』双葉社, 2021.10

『オルガニスト』はNHK-FMの青春アドベンチャーでラジオドラマ化され、塩沢兼人の遺作となった。

### 短篇小説
- 「アズ・ユー・ライク・イット」（『人工知能の見る夢は AIショートショート集』文春文庫 2017 収録）

## 情報技術関係
本名の野口喜洋名義で専門書や翻訳などを手がけている。

### 単著
- 『C++:オブジェクト指向への10steps』啓学出版、1993

### 翻訳
- 『オブジェクト・データベース標準:ODMG‐93〈Release1.1〉』リック・キャッテル 河込和宏、山田広佳、田中立二、原潔共訳  共立出版、1995
- 『オブジェクトデータベースのエッセンス』メアリー・E・S・ルーミス　トッパン、1996
- 『オブジェクト指向データベース』Setrag Khoshafian 小川束共訳　共立出版 1997